# کریستف منگن
کریستف منگن (فرانسوی: Christophe Mengin‎؛ زادهٔ ۳ سپتامبر ۱۹۶۸) دوچرخه‌سوار اهل فرانسه است.
از باشگاه‌هایی که در آن رکاب زده‌است می‌توان به تیم دوچرخه‌سواری اف‌دی‌جی اشاره کرد.
وی در مسابقات کشوری و بین‌المللی در مجموع برندهٔ ۱ مدال برنز شده‌است.